# 塞斯塔諾瓦茨
塞斯塔諾瓦茨（Šestanovac）是克羅埃西亞斯普利特-達爾馬提亞縣的一個城鎮。據2001年人口普查，這裡有人口2,685人，其中99%是克羅埃西亞人。塞斯塔諾瓦茨下面又可分為三個村莊：Žeževica、Katuni-Kreševo和Grabovac。
43°27′0″N 16°54′36″E / 43.45000°N 16.91000°E